# 北京铁角蕨
北京铁角蕨（学名：Asplenium pekinense）为铁角蕨科铁角蕨属下的一个种。模式标本产自北京。